# 島原郵便局
島原郵便局（しまばらゆうびんきょく）は長崎県島原市にある郵便局。民営化前の分類では集配普通郵便局であった。

## 概要
住所：〒855-8799 長崎県島原市坂上町6990番地
島原市の中心街からみてやや山側の住宅地内にある。

## 沿革
- 1874年（明治7年）12月16日 - 島原港（しまばらみなと）郵便取扱所として開設[1]。
- 1875年（明治8年）1月1日 - 島原港郵便局（五等）となる。
- 1876年（明治9年） - 為替取扱を開始。
- 1879年（明治12年） - 貯金取扱を開始。
- 1889年（明治22年）10月16日 - 島原電信局開設。
- 1891年（明治24年）10月1日 - 島原港郵便局と島原電信局が合併し島原港郵便電信局となる。
- 1903年（明治36年）4月1日 - 通信官署官制の施行に伴い島原港郵便局となる。
- 1906年（明治39年）1月1日 - 島原郵便局に改称。
- 1910年（明治43年）2月6日 - 電話通話業務を開始。
- 1911年（明治44年）3月11日 - 電話交換業務を開始。
- 1949年（昭和24年）6月1日 - 島原電報電話局開設に伴い電信電話関連業務を移管。
- 1949年（昭和24年）9月5日 - 島原市中堀町から同市境松内に移転[2]。
- 1956年（昭和31年）10月11日 - 電話通話および和文電報受付事務の取扱を開始。
- 1980年（昭和55年）3月 - 局舎新築落成。
- 1984年（昭和59年）1月31日 - 島原鉄道線を経由する鉄道郵便輸送（諫早加津佐線）が廃止[3]。専用自動車に転換。
- 1998年（平成10年）9月1日 - 外国通貨の両替および旅行小切手の売買に関する業務取扱を開始。
- 2006年（平成18年）10月22日 - 有明郵便局から「859-14xx」区域の集配業務を移管[4]。
- 2007年（平成19年）10月1日 - 民営化に伴い、併設された郵便事業島原支店に一部業務を移管。
- 2012年（平成24年）10月1日 - 日本郵便株式会社発足に伴い、郵便事業島原支店を島原郵便局に統合。

## 取扱内容
- 郵便、印紙、ゆうパック、内容証明
- 貯金、為替、振替、振込、国際送金、外貨両替・トラベラーズチェック、国債、投資信託
- 生命保険、バイク自賠責保険、自動車保険
- ゆうちょ銀行ATM
- 「855-00xx」「855-08xx」「859-14xx」区域（島原市の全域＝旧南高来郡有明町域を含む）の集配業務
- ゆうゆう窓口

## 周辺
- 島原税務署
- 池田病院
- 江東寺
- カトリック島原教会
- 島原市シルバー人材センター
- 国道251号
- 白土湖

## アクセス
- 島原鉄道線 霊丘公園体育館駅から南西へ、もしくは島原船津駅から北西へそれぞれ約800m（徒歩約10分）
- 島鉄バス 湊広馬場停留所下車
- 駐車場あり：13台